# Doryctomorpha antipoda
Doryctomorpha antipoda är en stekelart som beskrevs av William Harris Ashmead 1900. Doryctomorpha antipoda ingår i släktet Doryctomorpha och familjen bracksteklar. Inga underarter finns listade i Catalogue of Life.